# Кетеян, Армен
Армен Кетеян (англ. Armen Keteyian; 6 марта 1953, Детройт, Мичиган, США) —  американский телеведущий, журналист, писатель. Ведущий и исполнительный продюсер The Athletic. 11-тикратный обладатель премии «Эмми».
Он проработал 30 лет корреспондентом сетевого телевидения в программах «World News Tonight», CBS Sports and News, «Real Sports», «60 Minutes Sports» и «60 Minutes». Он также является автором и соавтором 10 книг, в том числе бестселлера №1 по версии New York Times «Тайгер Вудс» и других бестселлеров. 

## Биография
Армен Кетеян родился в Детройте, штат Мичиган, 6 марта 1953 года. Большую часть своей молодости он провёл, играя в баскетбол, футбол и бейсбол. Во время учёбы в средней школе Лахсер в Блумфилде, он изучал все три вида спорта и в итоге поступил в Университет Центрального Мичигана на частичную спортивную стипендию, а затем перешел в Государственный университет Сан-Диего, чтобы продолжить свою студенческую карьеру.
Окончил университет со степенью бакалавра журналистики в 1976 году. Он также был членом бейсбольной команды SDSU.
Кетеян начал свою карьеру в качестве репортера-расследователя в самом престижном спортивном печатном журнале Sports Illustrated, а затем прошел путь через сетевые новости и спортивные задания на кабельном телевидении на самых высоких уровнях, включая CBS Sports’ The NFL Today и 60 Minutes.
Выйдя за рамки спорта, Кетеян вышел на новый уровень в своей карьере в качестве главного репортера-расследователя канала CBS Evening News, где он был номинирован пять раз и выиграл три премии «Эмми» с тех пор, как присоединился к передаче в 2006 году.
С декабря 1997 года по март 2006 года Кетеян был репортером специальных материалов на канале CBS SPORTS в Нью-Йорке, освещал лигу в программе The NFL Today. Он также регулярно освещал баскетбольный турнир NCAA и вёл отмеченные наградами репортажи о Тур де Франс.
До прихода в CBS и HBO Кетеян в течение восьми лет (1989–1997) работал корреспондентом ABC News в Нью-Йорке. За это время он подготовил и передал более 400 репортажей по широкому кругу вопросов, связанных со спортом, для WORLD NEWS TONIGHT, Nightline и других передач ABC News. 
Кетейян также является автором или соавтором 10 книг, в том числе бестселлера №1 по версии New York Times «Тайгер Вудс» в соавторстве с Джеффом Бенедиктом, опубликованного в марте 2018 года издательством Simon & Schuster. Его предыдущее сотрудничество с Бенедиктом в 2012 году привело к созданию бестселлера New York Times «Система», представляющего собой взгляд вглубь большого студенческого футбола. Среди книг Кетеяна также «Почему ты плачешь», автобиография актёра и комика Джорджа Лопеса, ставшая бестселлером по версии New York Times, «Игроки на деньги: дни и ночи внутри новой NBA», получивший признание критиков рассказ о подъеме NBA под руководством Дэвида Стерна; бестселлер New York Times «Raw Recruits».